# Campionati europei di badminton 2010
I campionati europei di badminton 2010 sono stati la 22ª edizione dei campionati europei di badminton.
La competizione si è svolta dal 14 al 18 aprile a Manchester, in Inghilterra (Regno Unito).

## Podi
| Evento              | Oro                                 | Argento                              | Bronzo                                    |
| Singolare maschile  | Peter Gade                          | Jan Ø. Jørgensen                     | Marc Zwiebler                             |
| Singolare maschile  | Peter Gade                          | Jan Ø. Jørgensen                     | Rajiv Ouseph                              |
| Singolare femminile | Tine Rasmussen                      | Juliane Schenk                       | Pi Hongyan                                |
| Singolare femminile | Tine Rasmussen                      | Juliane Schenk                       | Ella Diehl                                |
| Doppio maschile     | Lars Paaske Jonas Rasmussen         | Mathias Boe Carsten Mogensen         | Kasper Faust Henriksen Anders Kristiansen |
| Doppio maschile     | Lars Paaske Jonas Rasmussen         | Mathias Boe Carsten Mogensen         | Michael Fuchs Ingo Kindervater            |
| Doppio femminile    | Valeria Sorokina Nina Vislova       | Petya Nedelcheva Anastasia Russkikh  | Mariana Agathangelou Heather Olver        |
| Doppio femminile    | Valeria Sorokina Nina Vislova       | Petya Nedelcheva Anastasia Russkikh  | Line Damkjær Kruse Mie Schøtt-Kristensen  |
| Doppio misto        | Thomas Laybourn Kamilla Rytter Juhl | Robert Mateusiak Nadieżda Kostiuczyk | Wouter Claes Nathalie Descamps            |
| Doppio misto        | Thomas Laybourn Kamilla Rytter Juhl | Robert Mateusiak Nadieżda Kostiuczyk | Nathan Robertson Jenny Wallwork           |

## Medagliere
| Posiz. | Nazione     | Oro | Argento | Bronzo | Totale |
| ------ | ----------- | --- | ------- | ------ | ------ |
| 1      | Danimarca   | 4   | 2       | 2      | 8      |
| 2      | Russia      | 1   | 1       | 1      | 3      |
| 3      | Germania    | 0   | 1       | 2      | 3      |
| 4      | Polonia     | 0   | 1       | 0      | 1      |
| 4      | Bulgaria    | 0   | 1       | 0      | 1      |
| 6      | Inghilterra | 0   | 0       | 3      | 3      |
| 7      | Francia     | 0   | 0       | 1      | 1      |
| 7      | Belgio      | 0   | 0       | 1      | 1      |